# Memories (film 1995)
Memories (jap. メモリーズ Memoriizu) – anime zrealizowane przez Studio 4°C i Madhouse, składające się z trzech nowelek filmowych, którego reżyserem wykonawczym był Katsuhiro Ōtomo. Każda z części narysowana jest w innym stylu.
W Polsce pokazy filmu miały miejsce podczas 16. edycji Międzynarodowego Festiwalu Filmów Animowanych Animator.

## Fabuła

### Kanojo no omoide
- Tytuł oryginalny: 彼女の想いで; tytuł angielski: Magnetic Rose
- Reżyseria: Kōji Morimoto; scenariusz: Satoshi Kon

Opowieść bazująca na mandze autorstwa Katsuhira Ōtomo, utrzymana w klimacie space opery, inspirowana filmami Solaris Tarkowskiego na podstawie powieści Stanisława Lema i Obcy: 8. pasażer Nostromo Ridleya Scotta. Traktuje o grupie złomiarzy, która w odpowiedzi na sygnał ratunkowy trafia do dziwnej, opuszczonej i rozpadającej się stacji kosmicznej. Jak się okazuje, stacja sterowana jest przez sztuczną inteligencję bazującą na pozostałościach wspomnień byłej właścicielki, wielkiej śpiewaczki operowej Evy Friedel. Komputer ma władzę nad hologramami, nanomaszynami i generatorem grawitacyjnym stacji kosmicznej. Tworząc wizje wspomnień martwej właścicielki, wpędza w kłopoty całą załogę statku.

### Saishū heiki
- Tytuł oryginalny: 最臭兵器, tytuł angielski: Stink Bomb
- Reżyseria: Tensai Okamura; scenariusz: Katsuhiro Ōtomo

Młody chemik cierpiący na chroniczne przeziębienie, za namową kolegów, bierze nowe, niewypróbowane lekarstwo, w wyniku czego staje się niepokonaną bronią biologiczną zmierzającą prosto na Tokio. Niewypróbowanym lekarstwem okazuje się być broń chemiczna mająca na celu unieszkodliwiać przeciwników, jednak z powodu niefortunnego zbiegu okoliczności reaguje ono z jednym z leków w ciele bohatera, przez co staje się on źródłem zapachu, który może dosłownie zabić. Po kontakcie z nadzorcą całego projektu zbiera dokumenty i kieruje się na Tokio, nieświadomy niebezpieczeństwa jakie za sobą ciągnie. Po drodze pokonuje wszelkie trudności i dostarcza dokumenty do rąk własnych koordynatora projektu.

### Taihō no machi
- Tytuł oryginalny: 大砲の街; tytuł angielski: Cannon Fodder
- Scenariusz i reżyseria: Katsuhiro Ōtomo

Film opowiada o mieście, którego celem życia wszystkich mieszkańców jest utrzymywanie ciągłego ostrzału artyleryjskiego odległego, nieznanego wroga. Miasto nieustannie znajduje się w stanie wojny, mężczyźni pracują przy ładowaniu dział, kobiety przy produkcji amunicji, a dzieci w szkole uczą się używania funkcji trygonometrycznych do celowania czy składu chemicznego prochu. Film skupia się na jednej z rodzin zamieszkujących miasto. Opowieść utrzymana jest w ironicznej steampunkowej konwencji, w której reżyser wyśmiewa bezsens wojny, toczonej dla samej walki z nieistniejącym wrogiem.